# Stegastes otophorus
Stegastes otophorus, thường được gọi là cá thia nước ngọt, là một loài cá biển thuộc chi Stegastes trong họ Cá thia. Loài này được mô tả lần đầu tiên vào năm 1860.

## Phân bố và môi trường sống
S. otophorus có phạm vi phân bố ở Tây Đại Tây Dương. Loài này được tìm thấy ở phía bắc Cuba; khắp đảo Hispaniola; phía nam Belize đến phía bắc Honduras; từ Costa Rica đến Cartagena, Colombia. S. otophorus là loài duy nhất trong chi có thể sống ở môi trường nước lợ. Chúng sống ở các cửa sông và hạ lưu của những dòng nước ngọt; không được tìm thấy ở vùng nước mặn hoàn toàn; độ sâu khoảng 3 m trở lại. Loài này có lẽ có phạm vi phân bố rộng rãi ở vùng biển Caribe.

## Mô tả
S. otophorus trưởng thành dài khoảng 13 cm. Thân của S. otophorus trưởng thành có màu nâu xám, kể cả các vây. Rìa sau của vây lưng mềm, vây hậu môn và hai thùy đuôi có dải màu vàng cam. Vây ngực màu vàng nhạt. Cá con có màu nâu sẫm. Đầu có những hàng chấm màu xanh dương. Có một đốm đen mờ ở phía sau của vây lưng. Vây lưng mềm, vây hậu môn, đuôi và gốc đuôi sau có màu vàng.
Số ngạnh ở vây lưng: 12 - 13; Số vây tia mềm ở vây lưng: 12 - 14; Số ngạnh ở vây hậu môn: 2; Số vây tia mềm ở vây hậu môn: 12 - 14; Số vây tia mềm ở vây ngực; 17 - 19.
Thức ăn của S. otophorus chủ yếu là rong tảo và các động vật không xương sống. S. otophorus sinh sản theo cặp, trứng bám dính vào đá. S. otophorus đực có nhiệm vụ bảo vệ và sục khí những quả trứng.